# Maltese Premier League (2005/2006)
Premier League Malti 2005/2006 (ze względów sponsorskich zwana jako BOV Premier League) – była 91. edycją najwyższej klasy rozgrywkowej piłki nożnej na Malcie.
Brało w niej udział 10 drużyn, które w okresie od 5 sierpnia 2005 do 14 maja 2006 rozegrały 28 kolejek meczów.
Obrońcą tytułu była drużyna Sliema Wanderers.
Mistrzostwo po raz drugi w historii zdobyła drużyna Birkirkara.

## Drużyny
| Uczestnicy poprzedniej edycji | Uczestnicy poprzedniej edycji | Uczestnicy poprzedniej edycji | Uczestnicy poprzedniej edycji |
| --- | ----------------------------- | ----------------------------- | ----------------------------- |
| SLI | Sliema Wanderers              | Sliema                        | 1                             |
| BIR | Birkirkara FC                 | Birkirkara                    | 2                             |
| HIB | Hibernians                    | Paola                         | 3                             |
| VAL | Valletta FC                   | Valletta                      | 4                             |
| MRS | Marsaxlokk FC                 | Marsaxlokk                    | 5                             |
| FLO | Floriana FC                   | Floriana                      | 6                             |
| PIE | Pietà Hotspurs                | Pietà                         | 7                             |
| MSJ | Msida Saint-Joseph            | Msida                         | 8                             |
| Awans z Maltese First Division |                               |                               |                               |
| ĦAM | Ħamrun Spartans               | Ħamrun                        | 1                             |
| MOS | Mosta                         | Mosta                         | 2                             |
| Oznaczenia: - kolumna pierwsza – skróty nazw drużyn, - kolumna trzecia – siedziba klubu, - kolumna czwarta – miejsce zajęte w poprzednim sezonie. |                               |                               |                               |

## Format rozgrywek
Rozgrywki składały się z dwóch faz. W pierwszej drużyny grały ze sobą dwukrotnie, raz u siebie i raz na wyjeździe.
W drugiej fazie liga została podzielona na dwie grupy.
Sześć najlepszych drużyn grających o tytuł oraz miejsca startowe w międzynarodowych rozgrywkach, zaś pozostałe o pozostanie w lidze. Punkty zdobyte w fazie zasadniczej zostały podzielone z zaokrągleniem w górę.

## Faza zasadnicza
| Lp. | Drużyna            | M  | Z  | R | P  | B+ | B- | +/– | Pkt | Kwalifikacja      |  | BKR | SLM | HIB | MXK | VLT | MSD | FRN | ĦMR | PTA | MST |
| --- | ------------------ | -- | -- | - | -- | -- | -- | --- | --- | ----------------- |  | --- | --- | --- | --- | --- | --- | --- | --- | --- | --- |
| 1   | Birkirkara         | 18 | 13 | 2 | 3  | 48 | 21 | +27 | 41  | grupa mistrzowska |  |     | 2–1 | 2–0 | 1–1 | 4–2 | 4–1 | 1–1 | 2–1 | 4–1 | 6–0 |
| 2   | Sliema Wanderers   | 18 | 12 | 3 | 3  | 37 | 12 | +25 | 39  | grupa mistrzowska |  | 2–1 |     | 0–2 | 0–0 | 3–0 | 2–1 | 1–0 | 4–1 | 0–1 | 2–0 |
| 3   | Hibernians         | 18 | 12 | 1 | 5  | 37 | 19 | +18 | 37  | grupa mistrzowska |  | 5–2 | 0–3 |     | 0–1 | 1–2 | 4–2 | 1–1 | 1–0 | 2–1 | 3–2 |
| 4   | Marsaxlokk         | 18 | 10 | 4 | 4  | 36 | 23 | +13 | 34  | grupa mistrzowska |  | 2–0 | 1–2 | 1–4 |     | 2–3 | 1–0 | 1–1 | 4–3 | 1–3 | 5–1 |
| 5   | Valletta           | 18 | 7  | 2 | 9  | 22 | 31 | −9  | 23  | grupa mistrzowska |  | 0–2 | 1–3 | 2–0 | 0–4 |     | 1–3 | 1–1 | 1–2 | 1–0 | 1–0 |
| 6   | Msida Saint-Joseph | 18 | 6  | 3 | 9  | 28 | 33 | −5  | 21  | grupa mistrzowska |  | 2–5 | 1–4 | 0–2 | 1–1 | 0–1 |     | 4–2 | 2–1 | 4–2 | 4–1 |
| 7   | Floriana           | 18 | 4  | 7 | 7  | 24 | 28 | −4  | 19  | grupa spadkowa    |  | 0–1 | 0–0 | 0–3 | 1–2 | 2–1 | 0–0 |     | 1–3 | 0–2 | 4–4 |
| 8   | Ħamrun Spartans    | 18 | 6  | 1 | 11 | 29 | 41 | −12 | 19  | grupa spadkowa    |  | 0–6 | 1–1 | 0–2 | 1–2 | 4–2 | 0–2 | 2–4 |     | 2–4 | 2–1 |
| 9   | Pietà Hotspurs     | 18 | 4  | 3 | 11 | 22 | 39 | −17 | 15  | grupa spadkowa    |  | 0–2 | 0–3 | 0–4 | 1–4 | 0–0 | 0–0 | 1–3 | 2–3 |     | 3–3 |
| 10  | Mosta              | 18 | 2  | 2 | 14 | 20 | 56 | −36 | 8   | grupa spadkowa    |  | 2–3 | 0–6 | 0–3 | 1–3 | 0–3 | 2–1 | 0–3 | 0–3 | 3–1 |     |

## Faza finałowa
| Top Six  |                     |    |    |   |    |    |    |     |    |                                             |     |     |     |     |     |     |     |     |     |     |     |
| 1        | Birkirkara (M)      | 28 | 19 | 5 | 4  | 68 | 27 | +41 | 42 | Liga Mistrzów UEFA • I runda kwalifikacyjna |     |     | 1–1 | 1–0 | 1–0 | 3–0 | 5–0 |     |     |     |     |
| 2        | Sliema Wanderers    | 28 | 17 | 5 | 6  | 58 | 27 | +31 | 37 | Puchar UEFA • I runda kwalifikacyjna        |     | 2–1 |     | 4–1 | 3–4 | 2–1 | 0–1 |     |     |     |     |
| 3        | Marsaxlokk          | 28 | 16 | 5 | 7  | 52 | 36 | +16 | 36 | Puchar Intertoto UEFA (2006)                |     | 1–1 | 2–1 |     | 1–0 | 3–4 | 1–0 |     |     |     |     |
| 4        | Hibernians (P)      | 28 | 14 | 4 | 10 | 49 | 37 | +12 | 28 | Puchar UEFA • I runda kwalifikacyjna        |     | 1–3 | 0–3 | 3–1 |     | 1–3 | 0–0 |     |     |     |     |
| 5        | Valletta            | 28 | 10 | 5 | 13 | 37 | 49 | −12 | 24 |                                             |     | 0–0 | 1–2 | 2–2 | 2–2 |     | 0–2 |     |     |     |     |
| 6        | Msida Saint-Joseph  | 28 | 6  | 7 | 15 | 40 | 59 | −19 | 15 |                                             | 1–4 | 3–3 | 3–4 | 1–1 | 1–2 |     |     |     |     |     |     |
| Play-Out |                     |    |    |   |    |    |    |     |    |                                             |     |     |     |     |     |     |     |     |     |     |     |
| 7        | Floriana            | 24 | 6  | 9 | 9  | 36 | 37 | −1  | 18 |                                             |     |     |     |     |     |     |     |     | 1–1 | 0–1 | 3–0 |
| 8        | Pietà Hotspurs      | 24 | 6  | 6 | 12 | 31 | 47 | −16 | 17 |                                             |     |     |     |     |     |     | 2–1 |     | 2–2 | 1–1 |     |
| 9        | Mosta (S)           | 24 | 5  | 5 | 14 | 34 | 65 | −31 | 16 | Spadek do Maltese First Division            |     |     |     |     |     |     |     | 3–3 | 3–1 |     | 5–3 |
| 10       | Ħamrun Spartans (S) | 24 | 6  | 3 | 15 | 35 | 56 | −21 | 12 | Spadek do Maltese First Division            |     |     |     |     |     |     |     | 2–4 | 0–2 | 0–0 |     |

## Najlepsi strzelcy
| Bramki | Strzelcy           | Drużyna            |
| ------ | ------------------ | ------------------ |
| 19     | Michael Galea      | Birkirkara         |
| 16     | Daniel Nwoke       | Msida Saint-Joseph |
| 16     | Ivan Woods         | Sliema Wanderers   |
| 15     | Adrian Mifsud      | Floriana           |
| 14     | Etienne Barbara    | Birkirkara         |
| 14     | Andrew Cohen       | Hibernians         |
| 14     | Wendell Gomes      | Marsaxlokk         |
| 13     | Danilo Dončić      | Sliema Wanderers   |
| 12     | Ikechukwu Chibueze | Mosta              |
| 12     | Cleavon Frendo     | Marsaxlokk         |

Źródło: 

## Stadiony
| Ta’ QaliCentenaryHibernians GroundVictor · Tedesco | Ta’ Qali         | Ta’ Qali          | Paola             | Marsa                  |
| Ta’ QaliCentenaryHibernians GroundVictor · Tedesco | Ta’ Qali Stadium | Centenary Stadium | Hibernians Ground | Victor Tedesco Stadium |
| Ta’ QaliCentenaryHibernians GroundVictor · Tedesco |                  |                   |                   |                        |

Źródło: 